# West Side Story (film, 2021)
A West Side Story 2021-ben bemutatott amerikai zenés romantikus filmdráma, amelyet Steven Spielberg rendezett Tony Kushner forgatókönyve alapján. A film az ugyanilyen című musicalen alapul. A főszerepben Ansel Elgort és Rachel Zegler látható, a mellékszerepeket  Ariana DeBose, David Alvarez, Mike Faist és Rita Moreno alakítják. Moreno, aki az 1961-es filmadaptációban is feltűnt, Kushner mellett vezető producerként is közreműködik.
A film munkálatai 2014-ben kezdődtek meg a 20th Century Fox-nál, Kushner pedig 2017-ben kezdte el írni a forgatókönyvet. 2018 januárjában Spielberget szerződtették, és 2018 szeptemberére megkezdődött a szereplőválogatás. Justin Peck volt a táncjelenetek koreográfusa. A forgatás 2019 júliusában vette kezdetét, és két hónappal később fejeződött be. A jeleneteket New Yorkban és New Jerseyben vették fel.
A filmet 2021. november 29-én mutatták be a New York-i Rose Theaterben, és a 20th Century Studios 2021. december 10-én az  Amerikai Egyesült Államok mozijaiban, miután a COVID-19 világjárvány miatt egy évet késett. A film pozitív véleményeket kapott a kritikusoktól, akik dicsérték Spielberg rendezését, Kushner forgatókönyvét, az alakításokat, a dalbetéteket és a látványvilágot. Egyesek még az 1961-es változatnál is jobbnak tartották.

## Rövid történet
Az 1950-es években New Yorkban két fiatal szerelmes lesz egymásba, azonban két rivális banda, a fehér fiúkból álló Jets és a puerto-ricói Sharks közéjük áll.

## Szereplők
| Szerep             | Színész              | Magyar hang         |
| ------------------ | -------------------- | ------------------- |
| Tony               | Ansel Elgort         | Márkus Sándor       |
| María              | Rachel Zegler        | Csuha Bori          |
| Anita              | Ariana DeBose        | Peller Anna         |
| Bernardo           | David Alvarez        | Király Dániel       |
| Riff               | Mike Faist           | Miller Dávid        |
| Valentina          | Rita Moreno          | Zsurzs Kati         |
| Krupke rendőrtiszt | Brian d'Arcy James   | Vida Péter          |
| Schrank hadnagy    | Corey Stoll          | Makranczi Zalán     |
| Chino              | Josh Andrés Rivera   | Jakab Márk          |
| Anybodys           | Iris Menas           | Varga Lili          |
| Glad Hand          | Mike Iveson          | Takátsy Péter       |
| Meche              | Jamila Velazquez     | Lamboni Anna        |
| Provi              | Annelise Cepero      | Kuna Kata           |
| Lluvia             | Yassmin Alers        | Kovács Panka        |
| Tessa              | Talia Ryder          | Kovács Panka        |
| Rory               | Jamie Harris         | Törköly Levente     |
| Abe                | Curtiss Cook         | Mészáros András     |
| Braulio            | Sebastian Serra      | Brasch Bence        |
| Chago              | Ricardo Zayas        | Gacsal Ádám         |
| Chucho             | Carlos E. Gonzalez   | Rada Bálint         |
| Pipo               | Carlos Sanchez Falu  | Szabó Andor         |
| Quique             | Julius Rubio         | Crespo Rodrigo      |
| Action             | Sean Harrison Jones  | Kenéz Ágoston       |
| A-Rab              | Jess LeProtto        | Kovács Lehel        |
| Baby John          | Patrick Higgins      | Bogdán Gergő        |
| Balkan             | Kyle Allen           | Fülöp Tamás         |
| Big Deal           | John Michael Fiumara | Baráth István       |
| Diesel             | Kevin Csolak         | Rohonyi Barnabás    |
| Ice                | Kyle Coffman         | Fehér Tibor         |
| Mouthpiece         | Ben Cook             | Molnár Levente      |
| Numbers            | Harrison Coll        | Fáncsik Roland      |
| Snowboy            | Myles Erlick         | Tasnádi Bence       |
| Tiger              | Julian Elia          | Csiby Gergely       |
| Charita            | Tanairi Sade Vazquez | Nádorfi Krisztina   |
| Luz                | Ilda Mason           | Mórocz Adrienn      |
| Rosalia            | Ana Isabelle         | Andrádi Zsanett     |
| Graziella          | Paloma Garcia Lee    | Mikecz Estilla      |
| Velma              | Maddie Ziegler       | Dér Mária           |
| Fausta             | Andrea Burns         | Kiss Eszter         |
| Utcalány           | Nadia Quinn          | Kanyó Kata          |
| Étterem-tulajdonos | Victor Cruz          | Petridisz Hrisztosz |

## A film készítése
Steven Spielberg 2014 márciusában érdeklődött először a West Side Story adaptációjának rendezése iránt. Ennek hatására a 20th Century Fox megvásárolta a projekt jogait. Tony Kushner, aki korábban Spielberggel dolgozott együtt a 2005-ös München és a 2012-es Lincoln című filmeken, egy 2017. júliusi interjúban elárulta, hogy ő írja a film forgatókönyvét, és kijelentette, a musicalszámokat érintetlenül fogja hagyni, és a történet inkább az eredeti színpadi musicalhez, mint az 1961-es filmhez fog hasonlítani.

### Forgatás
A forgatás Harlemben és más manhattani helyszíneken, valamint a New York-i Flatlandsben (Brooklyn) zajlott 2019 júliusában. Tíz napig forgattak a New Jersey állambeli Patersonban, ahol 2019 augusztusában szabadtéri díszleteket építettek. Felvételek Newarkban és a New Jersey állambeli Essex megye más részein is készültek. A forgatás 2019. szeptember 27-én fejeződött be, összesen 79 forgatási nap után. Az összes díszletet a Steiner Studios egyik raktárában építették.

### Marketing
2021. április 25-én, a 93. Oscar-díj közvetítés során DeBose bemutatta a film kedvcsináló előzetesét, Moreno pedig később átadta a legjobb filmnek járó Oscar-díjat, megemlékezve az 1961-es film bemutatásáról és díjnyeréséről. A film hivatalos előzetesét 2021. szeptember 15-én mutatták be az ABC Good Morning America című műsorában.
Az Abrams Books 2021. november 16-án jelentette meg Laurent Bouzereau könyvét a film elkészítéséről, amely a szereplőkkel és a stábbal készült interjúkat tartalmazza.

### Bevétel
2021. december 4-én a Boxoffice Pro előrejelzése szerint a film 14-22 millió dollárt fog hozni a nyitóhétvégén, és körülbelül 55-85 millió dollár körül lesz a teljes hazai jegybevétel.